# Abdulhamid Minouchehr
Abdulhamid Minouchehr (en persan عبدالحمید مینوچهر, né le 6 juin 1962 et mort le 13 juin 2025) est un physicien nucléaire et ingénieur nucléaire iranien. Il est au cours de sa carrière directeur de la Faculté de génie nucléaire de l'Université Shahid-Beheshti. Il meurt lors des frappes israéliennes de juin 2025 contre l'Iran,,,,,,.

## Biographie
Après avoir terminé ses études en génie nucléaire et obtenu un doctorat de l'Université d'État de Moscou, Abdulhamid Minouchehr rejoint la faculté de l'Université Shahid-Beheshti. Il se spécialise dans les réacteurs nucléaires et mène d'importantes recherches sur la simulation nucléaire, la conception avancée de combustible nucléaire et l'augmentation de l'efficacité et de la sécurité des centrales nucléaires.
Le 13 juin 2025, il est tué à Téhéran lors des frappes israéliennes de juin 2025 sur l'Iran avec d'autres scientifiques nucléaires, à l'âge de 63 ans.